# Atletismo nos Jogos Pan-Americanos de 1991 - 400 m masculino
As provas dos 400 m masculino nos Jogos Pan-Americanos de 1991 foram realizadas em 4 e 5 de agosto em Havana, Cuba.

## Medalhistas
| Ouro                       | Prata                            | Bronze                           |
| Roberto Hernández CUB Cuba | Ian Morris TRI Trinidad e Tobago | Jeff Reynolds USA Estados Unidos |

## Resultados

### Eliminatórias
| Posição | Eliminatória | Nome              | Nacionalidade | Tempo | Notas |
| ------- | ------------ | ----------------- | ------------- | ----- | ----- |
| 1       | ?            | Roberto Hernández | CUB Cuba      | 45.54 | Q     |
| ?       | ?            | Tommy Asinga      | SUR Suriname  | 46.89 | Q, NR |

### Final
| Posição           | Nome              | Nacionalidade         | Tempo | Notas |
| ----------------- | ----------------- | --------------------- | ----- | ----- |
| Medalha de ouro   | Roberto Hernández | CUB Cuba              | 44.52 |       |
| Medalha de prata  | Ian Morris        | TRI Trinidad e Tobago | 45.24 |       |
| Medalha de bronze | Jeff Reynolds     | USA Estados Unidos    | 45.81 |       |
| 4                 | Quincy Watts      | USA Estados Unidos    | 46.01 |       |
| 5                 | Jorge Valentín    | CUB Cuba              | 46.03 |       |
| 6                 | Howard Burnett    | JAM Jamaica           | 46.10 |       |
| 7                 | Seibert Straughn  | BAR Barbados          | 46.67 |       |
| 8                 | Michael Anderson  | JAM Jamaica           | 47.92 |       |